# ميكايلا بولس
ميكايلا بولس (Mikaella Boulos) من مواليد 8 أبريل 1992 في بيروت، لبنان، مهندسة معمارية وممثلة من جنسية لبنانية قبرصية-يونانية.
وهي معروفة بدورها في شخصية ضياء في سلسلة كوميدية لبنانية بعنوان «عيلة عفرد ميلة»، وفي فيلم مادام بامبينو "Madame Bambino" 
حصلت بولس على درجة البكالوريوس في الهندسة المعمارية من جامعة نوتردام عام 2016. وفي عام 2017 بدأت أعمالها المعمارية الخاصة،  مع زوجها وشريكها في العمل رابح جراب. وعملت على التوفيق بين عملها في مجال الهندسة والعمل الفني في مجال التمثيل والكوميديا اللبنانية على الخصوص.

## فيلموغرافيا
يعتبر مسلسل عيلة عفريد ميلة بمواسمه الخمسة البوابة الأولى لميكايلا بولوس في مجال الفني المثيل الكوميدي، وقد لقي المسلسل نجاحا باهرا. حيث اعتبره النقاد من أفضل المسلسلات الكوميدية اللبنانية. وهو مسلسل يتناول موضوعه سوء فهم دائم بين لزوجين بسبب تدخلات فضولية وتطفلية على العائلة من طرف بعض أفراد الجيران وبعص الأصدقاء السلبيين، بتطفلهم السلبي الدائم على الزوجين وأولادهما.
| السنة | العنوان                       | الدور | فكرة عامة                         |
| ----- | ----------------------------- | ----- | --------------------------------- |
| 2007  | مسلسل عيلة عفريد ميلة، موسم 1 | ضياء  | مسلسل كوميدي على قناة ل بي سي LBC |
| 2008  | مادام بامبينو                 | ضياء  | فيلم سينمائي لمدة 6 أشهر          |
| 2010  | مسلسل عيلة عفريد ميلة، موسم 2 | ضياء  | مسلسل كوميدي على قناة ل.بي يي LBC |
| 2012  | مسلسل عيلة عفريد ميلة، موسم 3 | ضياء  | مسلسل كوميدي على قناة ل بي سي     |
| 2014  | مسلسل عيلة عفريد ميلة، موسم 4 | ضياء  | مسلسل كوميدي على قناة ال بي سي    |
| 2016  | مسلسل عيلة عفريد ميلة، موسم 5 | ضياء  | مسلسل كوميدي على LBC ال بي سي     |

## ميكايلا بين الأمس واليوم
عرفت سلسلة مسلسلات الثنائي فادي شربل وكارين رزق الله، نجاحا كبيراً قبل ان ينفصلا مهنيا ليتفرغ كل منهما إلى أعماله، فادي في برنامجه ومسرحياته الكوميدية وكارين في كتابة وبطولة مسلسلاتها.
إلا أن مسلسل «عيلة ع فرد ميلة» ما زال في ذاكرة الجمهور الشرق أوسطي والجمهور اللبناني خصوصا. حيث حفر بصمات في تاريخ الشاشة الصغيرة، في مجال الكوميديا العائلية، وتعتبر ميكاييلا بولس، أحد وجوه السلسلة الكوميدية، حيث لعبت دور ابنة فادي وكارين وحملت اسم«ديا» أو ضيا في المسلسل، إلا أن اسمها بقي محفورا عند الجمهور كطفلة شقية، وفي بحث صغير لموقعها على حساباتها على مواقع التواصل الاجتماعي وبعض المواقع الاعلامية، تظهر ميكايلا في شخصية وصورة ليست تلك الصورة التي رسمها الجمهور اللبناني عنها في المسلسل، فبمرور السنوات بسرعة، لم تعد تلك الطفلة المشاكسة كما كانت في المسلسل، بل أصبحت امرأة مهندسة وصاحبة مشروع ومكتب هندسة معمارية وسيدة أسرة بملامح مختلفة.
إذ تصيب الجمهور بعض الدهشة عند خروجها الاعلامي، اذ أن ملامج وجهها الحالية بات من الصعب ان يتعرف عليها الناس كما عرفوها في شخصية ديا أو ضيا ضياء.

## وصلات خارجية
- حلقة من مسلسل عيلة عفريد
- ميكايلا بولس بين الأمس كطفلة في مسلسل عيلة عفرد ميلة، واليوم كمهندسة معمارية وزوجة
- صفحة ميكايلا بولوس على الفايسبوك